# ぃ
ぃ、ィは、日本語の仮名のひとつである。前の音と組み合わせ1モーラを形成する場合と、単独で1モーラを形成する場合がある。い、イを小書きにした文字で、主に外来語や方言において使用される。
- 前の音があ段の音の場合は、清音と同じように扱う。
- 前の音がい段の音の場合は、長音と同じように扱う。
- 前の音がう段の音の場合は、前の音と繋げて1モーラ（合拗音）とし、場合によってはい段の音と同じになる。
- 前の音がえ段の音の場合は、前の音と繋げて1モーラとする場合と、え段の音を長音にした音と同じになる場合がある。
- 前の音がお段の音の場合は、清音と同じように扱う。
- 前の音がんの場合や無い場合は、清音と同じように扱う。

## ぃ に関わる諸事項
- 明治時代の文学では、「ぃ」を長音を表す目的で使用されている例がある。
- 「す」「ず」「つ」の後に付くのは、一般的に英語などの[si][zi][tsi]の発音を「シ」「ジ」「チ」より正確に表記するために使われる。
- ロシア語のЫを表現するためにウ段の後に付けて書く。
- その他一部の方言の表記に用いられる。例:カムィ焼（徳之島方言）